# Fotografia documental
A fotografia documental é um gênero da fotografia que trabalha no registro cultural ou artístico de um momento, em oposição à publicidade ou o jornalismo. É o ramo mais pessoal da fotografia contemporânea.

## Significado
Documental tem sido definido no senso estilístico do trabalho fotográfico. Seus fundamentos foram profundamente absorvidos pelo fotojornalismo, pelo estilo factual do jornalismo televisivo e, mais recentemente, pela antropologia visual. Alguns nomes substitutos já foram sugeridos para a fotografia documental, tais como: histórica, factual, realista, porém nenhum deles traz tão implicitamente em seu sentido, o desejo de criar uma interpretação subjetiva do mundo em que se vive.

## Ramificações
Do campo da Fotografia, além da Fotografia documental, também encontramos a fotografia publicitária e o fotojornalismo.

## Histórico do Verbete
Fotografia deriva das palavras gregas φως [fós] ("luz"), e γραφις [grafis] ("estilo", "pincel") ou γραφη grafê, significando "desenhar com luz" ou "representação por meio de linhas", "desenhar".
Documento (do latim documentum, derivado de docere “ensinar, demonstrar”) é qualquer meio, sobretudo gráfico, que comprove a existência de um fato, a exatidão ou a verdade de uma afirmação etc.
A primeira fotografia registrada foi datada no ano de 1826 pelo francês Joseph Nicéphore Niépce. 9 anos depois, Daguerre desenvolveu este processo em uma placa de cobre, criando a técnica do daguerreotipo. Apesar de uso estrito, a fotografia se desenvolveu muito até chegar ao século XX e apresentar o modelo pessoal desenvolvido por Brownie-Kodak em 1901 e ao modelo de 35mm (das máquinas Leica) em 1925.
A fotografia pessoal, familiar, teve bastante uso até a difusão massiva das câmeras Kodak. O processo era caro e se restringia à grandes famílias. No Brasil, torna-se conhecido o personagem do “lambe-lambe”. Nas praças das pequenas cidades era comum encontrar fotógrafos se utilizando da fotografia como meio de sobrevivência, principalmente pelo alto custo das máquinas.
A fotografia, em seus primeiros anos massivos, principalmente em decorrência da I e II Guerra Mundial, passa a ser vista como meio de recorte da realidade, sendo muitas vezes tratada como prova incontestável. É nesse contexto que nasce o fotojornalismo e, consequentemente, a fotografia documental.
Hoje, observa-se a crescente utilização da fotografia documental em exposições e publicações de livros. São vários os temas abordados nesse sentido.

## Aplicações
A fotografia documental contemporânea preserva algumas características da estrutura clássica do documentarismo, consolidada nos anos 1930, a qual chamamos de modelo paradigmático dos anos 1930. Esse modelo começou a tomar forma ainda no século XIX, com os primeiros documentaristas, como o escocês John Thomson (1837-1921), o dinamarquês Jacob Riis (1849-1914), a americana Margaret Sanger (1879-1966) e o alemão Heinrich Zille (1858- 1929), que se dedicaram, de forma intensa, à fotografia de cunho social. Nos anos 1930, auge do modelo, os fotodocumentaristas procuravam se estabelecer sob o tripé verdade, objetividade e credibilidade, embora sabemos que tal intenção nunca pôde ser alcançada. Segundo o inglês Derrick Price (1997), “o arquetípico projeto documental estava preocupado em chamar a atenção de um público para sujeitos particulares, frequentemente com uma visão de mudar a situação social ou política vigente.” (PRICE, 1997).